# MTV Europe Music Award alla miglior canzone
L'MTV Europe Music Award alla miglior canzone (MTV Europe Music Award for Best Song) è uno dei premi principali degli MTV Europe Music Awards, che viene assegnato dal 1994.

## Albo d'oro

### Anni 1990
| Anno | Vincitore                                     | Nominati | Note  |
| ---- | --------------------------------------------- | --- | ----- |
| 1994 | / Youssou N’Dour ft. Neneh Cherry — 7 Seconds | - Aerosmith — Cryin' - Beck — Loser - Björk — Big Time Sensuality - Blur — Girls & Boys                                            | [ 1 ] |
| 1995 | The Cranberries — Zombie                      | - Michael Jackson — You Are Not Alone - The Offspring — Self Esteem - Seal — Kiss from a Rose - TLC — Waterfalls                   | [ 2 ] |
| 1996 | Oasis — Wonderwall                            | - The Fugees — Killing Me Softly - Garbage — Stupid Girl - Alanis Morissette — Ironic - Pulp — Disco 2000                          | [ 3 ] |
| 1997 | Hanson — MMMBop                               | - The Cardigans — Lovefool - Puff Daddy ft. Faith Evans — I'll Be Missing You - No Doubt — Don't Speak - Will Smith — Men In Black | [ 4 ] |
| 1998 | Natalie Imbruglia — Torn                      | - All Saints — Never Ever - Cornershop — Brimful of Asha - Savage Garden — Truly Madly Deeply - Robbie Williams — Angels           | [ 5 ] |
| 1999 | Britney Spears — ...Baby One More Time        | - Backstreet Boys — I Want It That Way - Madonna — Beautiful Stranger - / George Michael ft. Mary J. Blige — As - TLC — No Scrubs  | [ 6 ] |

### Anni 2000
| Anno | Vincitore                               | Nominati | Note   |
| ---- | --------------------------------------- | --- | ------ |
| 2000 | Robbie Williams — Rock DJ               | - / Melanie C ft. Lisa "Left-Eye" Lopes — Never Be the Same Again - Madonna — Music - Sonique — It Feels So Good - Britney Spears — Oops!... I Did It Again                 |        |
| 2001 | Gorillaz — Clint Eastwood               | - Christina Aguilera, Lil' Kim, Mýa ft. Pink (cantante) — Lady Marmalade - Crazy Town — Butterfly - Destiny's Child — Survivor - / Eminem (ft. Dido) — Stan                 | [ 7 ]  |
| 2002 | Pink (cantante) — Get the Party Started | - Enrique Iglesias — Hero - Nelly — Hot in Herre - Nickelback — How You Remind Me - Shakira — Whenever, Wherever                                                            | [ 8 ]  |
| 2003 | Beyoncé (ft. Jay-Z) — Crazy In Love     | - Christina Aguilera — Beautiful - Evanescence — Bring Me to Life - Sean Paul — Get Busy - Justin Timberlake — Cry Me a River                                               | [ 9 ]  |
| 2004 | Outkast — Hey Ya!                       | - Anastacia — Left Outside Alone - Maroon 5 — This Love - Britney Spears — Toxic - Usher (ft. Lil' Jon & Ludacris) — Yeah!                                                  | [ 10 ] |
| 2005 | Coldplay — Speed of Sound               | - James Blunt — You're Beautiful - The Chemical Brothers — Galvanize - Gorillaz — Feel Good Inc - Snoop Dogg (ft. Justin Timberlake & Charlie Wilson) — Signs               | [ 11 ] |
| 2006 | Gnarls Barkley — Crazy                  | - Nelly Furtado — Maneater - Red Hot Chili Peppers — Dani California - Rihanna — S.O.S. - / Shakira (ft. Wyclef Jean) — Hips Don't Lie                                      | [ 12 ] |
| 2007 | Avril Lavigne — Girlfriend              | - / Beyoncé ft. Shakira — Beautiful Liar - Nelly Furtado — All Good Things (Come to an End) - Mika — Grace Kelly - / Rihanna (ft. Jay-Z) — Umbrella - Amy Winehouse — Rehab | [ 13 ] |
| 2008 | Pink — So What                          | - Coldplay — Viva la vida - Duffy — Mercy - Kid Rock — All Summer Long - Katy Perry — I Kissed a Girl                                                                       | [ 14 ] |
| 2009 | Beyoncé — Halo                          | - The Black Eyed Peas — I Gotta Feeling - / David Guetta (ft. Kelly Rowland) — When Love Takes Over - Kings of Leon — Use Somebody - Lady Gaga — Poker Face                 | [ 15 ] |

### Anni 2010
| Anno | Vincitore                                      | Nominati | Note   |
| ---- | ---------------------------------------------- | --- | ------ |
| 2010 | Lady Gaga — Bad Romance                        | - / Eminem (ft. Rihanna) — Love the Way You Lie - Katy Perry (ft. Snoop Dogg) — California Gurls - Rihanna — Rude Boy - Usher (ft. will.i.am) — OMG                                                                | [ 16 ] |
| 2011 | Lady Gaga — Born This Way                      | - Adele — Rolling in the Deep - Bruno Mars — Grenade - Jennifer Lopez (ft. Pitbull) — On the Floor - Katy Perry — Firework                                                                                         | [ 17 ] |
| 2012 | Carly Rae Jepsen — Call Me Maybe               | - Fun. (ft. Janelle Monáe) — We Are Young - / Gotye (ft. Kimbra) — Somebody That I Used to Know - Pitbull (ft. Chris Brown) — International Love - / Rihanna (ft. Calvin Harris) — We Found Love                   | [ 18 ] |
| 2013 | Bruno Mars — Locked Out of Heaven              | - Macklemore & Ryan Lewis (ft. Wanz) — Thrift Shop - / Daft Punk (ft. Pharrell Williams) —Get Lucky - Robin Thicke (ft. T.I. & Pharrell Williams) — Blurred Lines - Rihanna — Diamonds                             |        |
| 2014 | / Ariana Grande (ft. Iggy Azalea) — Problem    | - / Eminem & Rihanna — The Monster - Katy Perry ft. Juicy J — Dark Horse - Pharrell Williams — Happy - Sam Smith — Stay with Me                                                                                    | [ 19 ] |
| 2015 | Taylor Swift (ft. Kendrick Lamar) — Bad Blood  | - Ellie Goulding — Love Me like You Do - / Major Lazer & DJ Snake (ft. MØ) — Lean On - / Mark Ronson (ft. Bruno Mars) — Uptown Funk - Wiz Khalifa (ft. Charlie Puth) — See You Again                               | [ 20 ] |
| 2016 | Justin Bieber — Sorry                          | - Adele — Hello - Lukas Graham — 7 Years - Mike Posner — I Took a Pill in Ibiza (Seeb Remix) - / Rihanna (ft. Drake) — Work                                                                                        | [ 21 ] |
| 2017 | Shawn Mendes — There's Nothing Holdin' Me Back | - Clean Bandit (ft. Sean Paul e Anne-Marie) — Rockabye - DJ Khaled (ft. Rihanna e Bryson Tiller) — Wild Thoughts - Ed Sheeran — Shape of You - / Luis Fonsi & Daddy Yankee (ft. Justin Bieber) — Despacito (Remix) |        |
| 2018 | Camila Cabello — Havana                        | - Bebe Rexha (ft. Florida Georgia Line) — Meant to Be - Ariana Grande — No Tears Left to Cry - Drake — God's Plan - Post Malone (ft. 21 Savage) — Rockstar                                                         |        |
| 2019 | Billie Eilish — Bad Guy                        | - Ariana Grande - 7 Rings - Lil Nas X (feat. Billy Ray Cyrus) - Old Town Road (Remix) - Post Malone e Swae Lee - Sunflower - / Shawn Mendes e Camila Cabello - Señorita                                            |        |

### Anni 2020
| Anno | Vincitore                       | Nominati | Note   |
| ---- | ------------------------------- | --- | ------ |
| 2020 | BTS — Dynamite                  | - DaBaby (ft. Roddy Ricch) — Rockstar - Dua Lipa — Don't Start Now - Lady Gaga e Ariana Grande — Rain on Me - Roddy Ricch — The Box - The Weeknd — Blinding Lights                                                                                     | [ 22 ] |
| 2021 | Ed Sheeran — Bad Habits         | - Doja Cat (feat. SZA) – Kiss Me More - Dua Lipa — Don't Start Now - / Justin Bieber (feat. Daniel Caesar & Giveon) – Peaches - Lil Nas X – Montero (Call Me by Your Name) - Olivia Rodrigo – Drivers License - / The Kid Laroi e Justin Bieber – Stay |        |
| 2022 | Nicki Minaj — Super Freaky Girl | - Bad Bunny e Chencho Corleone – Me porto bonito - Harry Styles — As It Was - Jack Harlow – First Class - Lizzo – About Damn Time - Rosalía – Despechá                                                                                                 |        |
| 2023 | / Jung Kook e Latto — Seven     | - Doja Cat – Paint the Town Red - Miley Cyrus — Flowers - Olivia Rodrigo – Vampire - SZA – Kill Bill - Taylor Swift – Anti-Hero - / Rema e Selena Gomez – Calm Down                                                                                    |        |
| 2024 | Sabrina Carpenter — Espresso    | - Ariana Grande – We Can't Be Friends (Wait for Your Love) - Benson Boone — Beautiful Things - Beyoncé – Texas Hold 'Em - Billie Eilish – Birds of a Feather - Taylor Swift – Anti-Hero - Chappell Roan – Good Luck, Babe!                             |        |